# Mamadou Bagayoko (football, 1989)
Pour les articles homonymes, voir Mamadou Bagayoko et Bagayoko.
Mamadou Bagayoko  est un footballeur international ivoirien, né  le 31 décembre 1989 à Abidjan. Il faisait partie de l'équipe nationale aux Jeux olympiques de 2008. Il n'est alors plus vu en sélection jusqu'en 2015.

## Biographie

### Début de carrière
Né en Côte d'Ivoire, Mamadou Bagayoko a commencé sa carrière au club ivoirien d'Africa Sports avant de signer pour ŠK Slovan Bratislava à l'été 2008. En 2009, il a été prêté au FC Petržalka. Après son prêt en Juin 2009, Mamadou Bagayoko joue son premier match pour le ŠK Slovan Bratislava le 2 août 2009, contre MFK Košice. Lors de ce match, il a remplacé Martin Dobrotka en fin de match. Le 24 juillet 2010, il marque son premier but pour ŠK Slovan Bratislava lors du match nul 2-2 contre le MŠK Žilina. 

### Aventure en Belgique
En 2015, il signe pour le Saint-Trond VV, club de D1 belge.

### Équipe nationale
Mamadou Bagayoko a représenté son pays aux Jeux olympiques de 2008 et a joué le Tournoi de Toulon 2007 et 2008 avec l'équipe des moins de 21 ans.

## Palmarès
- Coupe de Slovaquie : 2011 et 2013
  - Finaliste : 2014
- Champion de Slovaquie : 2011, 2013 et 2014
  - Vice-champion : 2010
- Finaliste de la Supercoupe de Slovaquie : 2010